# Interlands Noors voetbalelftal 1920-1929
Deze pagina toont een chronologisch en gedetailleerd overzicht van de interlands die het Noors voetbalelftal heeft gespeeld in de periode 1920 – 1929.

## Interlands

### 1920
|                                                                     |                     |       |                       |                                                                          |
| 13 juni Vriendschappelijk № 36 «onderlinge duels» 19:30 uur (UTC+1) | Noorwegen           | 1 – 1 | Denemarken            | Gressbanen, Oslo Toeschouwers: 14.000 Scheidsrechter: Ernst Albihn (SWE) |
| 13 juni Vriendschappelijk № 36 «onderlinge duels» 19:30 uur (UTC+1) | Einar Gundersen 10' |       | 42' Bernhard Andersen | Gressbanen, Oslo Toeschouwers: 14.000 Scheidsrechter: Ernst Albihn (SWE) |

|                                                                     |           |                                                            |        |                                                                                 |
| 27 juni Vriendschappelijk № 37 «onderlinge duels» 13:00 uur (UTC+1) | Noorwegen | 0 – 3                                                      | Zweden | Gressbanen, Oslo Toeschouwers: 14.000 Scheidsrechter: Hagbard Vestergaard (DEN) |
| 27 juni Vriendschappelijk № 37 «onderlinge duels» 13:00 uur (UTC+1) |           | 10' Sune Andersson 22' Karl Bergström 65' Herbert Carlsson |        | Gressbanen, Oslo Toeschouwers: 14.000 Scheidsrechter: Hagbard Vestergaard (DEN) |

| Olympische Spelen 1920 |
| ---------------------- |

|                                                                                      |                                             |       |                     |                                                                                    |
| 28 augustus Olympische Spelen Eerste ronde № 38 «onderlinge duels» 16:30 uur (UTC+1) | Noorwegen                                   | 3 – 1 | Verenigd Koninkrijk | Olympisch Stadion, Antwerpen Toeschouwers: 5.000 Scheidsrechter: Job Mutters (NED) |
| 28 augustus Olympische Spelen Eerste ronde № 38 «onderlinge duels» 16:30 uur (UTC+1) | Einar Gundersen 13', 51' Einar Wilhelms 63' |       | 25' Fred Nicholas   | Olympisch Stadion, Antwerpen Toeschouwers: 5.000 Scheidsrechter: Job Mutters (NED) |

|                                                                                     |                                          |       |           |                                                                            |
| 29 augustus Olympische Spelen Kwartfinale № 39 «onderlinge duels» 16:30 uur (UTC+1) | Tsjecho-Slowakije                        | 4 – 0 | Noorwegen | Dudenpark, Vorst Toeschouwers: 4.000 Scheidsrechter: Charles Barette (BEL) |
| 29 augustus Olympische Spelen Kwartfinale № 39 «onderlinge duels» 16:30 uur (UTC+1) | Jan Vaník 9' Antonín Janda 17', 66', 77' |       |           | Dudenpark, Vorst Toeschouwers: 4.000 Scheidsrechter: Charles Barette (BEL) |

|                                                                                        |                                    |       |                   |                                                                                     |
| 31 augustus Olympische Spelen Troosttoernooi № 40 «onderlinge duels» 10:00 uur (UTC+1) | Italië                             | 2 – 1 | Noorwegen         | Olympisch Stadion, Antwerpen Toeschouwers: 500 Scheidsrechter: Louis Fourgous (FRA) |
| 31 augustus Olympische Spelen Troosttoernooi № 40 «onderlinge duels» 10:00 uur (UTC+1) | Enrico Sardi 46' Emilio Badini 96' |       | 41' Arne Andersen | Olympisch Stadion, Antwerpen Toeschouwers: 500 Scheidsrechter: Louis Fourgous (FRA) |

|  |  |  |  |  |  |  |  |  |

|                                                                          |        |       |           |                                                                                     |
| 26 september Vriendschappelijk № 41 «onderlinge duels» 14:00 uur (UTC+1) | Zweden | 0 – 0 | Noorwegen | Olympisch Stadion, Stockholm Toeschouwers: 16.000 Scheidsrechter: Willem Boas (NED) |
| 26 september Vriendschappelijk № 41 «onderlinge duels» 14:00 uur (UTC+1) |        |       |           | Olympisch Stadion, Stockholm Toeschouwers: 16.000 Scheidsrechter: Willem Boas (NED) |

### 1921
|                                                                    |                                           |       |                                    |                                                                          |
| 25 mei Vriendschappelijk № 42 «onderlinge duels» 19:00 uur (UTC+1) | Noorwegen                                 | 3 – 2 | Finland                            | Gressbanen, Oslo Toeschouwers: 14.000 Scheidsrechter: Ernst Albihn (SWE) |
| 25 mei Vriendschappelijk № 42 «onderlinge duels» 19:00 uur (UTC+1) | Finn Berstad 30', 43' Michael Paulsen 48' |       | 15' Verner Eklöf 31' Bruno Mantila | Gressbanen, Oslo Toeschouwers: 14.000 Scheidsrechter: Ernst Albihn (SWE) |

|                                                                     |                                                           |       |                 |                                                                           |
| 19 juni Vriendschappelijk № 43 «onderlinge duels» 12:30 uur (UTC+1) | Noorwegen                                                 | 3 – 1 | Zweden          | Gressbanen, Oslo Toeschouwers: 15.000 Scheidsrechter: Jack Howcroft (ENG) |
| 19 juni Vriendschappelijk № 43 «onderlinge duels» 12:30 uur (UTC+1) | Einar Gundersen 44' Harald Strøm 48' Fridtjof Resberg 73' |       | 75' Rudolf Kock | Gressbanen, Oslo Toeschouwers: 15.000 Scheidsrechter: Jack Howcroft (ENG) |

|                                                                          |        |                                                    |           |                                                                                          |
| 18 september Vriendschappelijk № 44 «onderlinge duels» 16:15 uur (UTC+1) | Zweden | 0 – 3                                              | Noorwegen | Olympisch Stadion, Stockholm Toeschouwers: 12.000 Scheidsrechter: Lauritz Andersen (DEN) |
| 18 september Vriendschappelijk № 44 «onderlinge duels» 16:15 uur (UTC+1) |        | 9' Einar Gundersen 19' Per Holm 44' Einar Wilhelms |           | Olympisch Stadion, Stockholm Toeschouwers: 12.000 Scheidsrechter: Lauritz Andersen (DEN) |

|                                                                       |                           |       |                     |                                                                                              |
| 2 oktober Vriendschappelijk № 45 «onderlinge duels» 13:30 uur (UTC+1) | Denemarken                | 3 – 1 | Noorwegen           | Københavns Idrætspark, Kopenhagen Toeschouwers: 22.000 Scheidsrechter: Artur Björklund (SWE) |
| 2 oktober Vriendschappelijk № 45 «onderlinge duels» 13:30 uur (UTC+1) | Poul Nielsen 7', 51', 75' |       | 64' Johnny Helgesen | Københavns Idrætspark, Kopenhagen Toeschouwers: 22.000 Scheidsrechter: Artur Björklund (SWE) |

### 1922
|                                                                         |        |       |           |                                                                                      |
| 23 augustus Vriendschappelijk № 46 «onderlinge duels» 17:30 uur (UTC+1) | Zweden | 0 – 0 | Noorwegen | Olympisch Stadion, Stockholm Toeschouwers: 14.000 Scheidsrechter: Einer Ulrich (DEN) |
| 23 augustus Vriendschappelijk № 46 «onderlinge duels» 17:30 uur (UTC+1) |        |       |           | Olympisch Stadion, Stockholm Toeschouwers: 14.000 Scheidsrechter: Einer Ulrich (DEN) |

|                                                                         |                  |       |                                                         |                                                                                        |
| 26 augustus Vriendschappelijk № 47 «onderlinge duels» 17:30 uur (UTC+2) | Finland          | 1 – 3 | Noorwegen                                               | Töölön Pallokenttä, Helsinki Toeschouwers: 5.000 Scheidsrechter: Erik Gustafsson (SWE) |
| 26 augustus Vriendschappelijk № 47 «onderlinge duels» 17:30 uur (UTC+2) | Verner Eklöf 60' |       | 38' Wilhelm Nilsen 43' Harald Strøm 85' Einar Gundersen | Töölön Pallokenttä, Helsinki Toeschouwers: 5.000 Scheidsrechter: Erik Gustafsson (SWE) |

|                                                                          |                                                             |       |                                    | |
| 10 september Vriendschappelijk № 48 «onderlinge duels» 13:00 uur (UTC+1) | Noorwegen                                                   | 3 – 3 | Denemarken                         | Fredrikstad Idræts- og Fotbaldplads, Fredrikstad Toeschouwers: 10.500 Scheidsrechter: Hjalmar Lundberg (SWE) |
| 10 september Vriendschappelijk № 48 «onderlinge duels» 13:00 uur (UTC+1) | Einar Gundersen 5' Poul Nielsen 38', 76' Einar Wilhelms 74' |       | 30' Christian Grøthan 89' Rolf Aas | Fredrikstad Idræts- og Fotbaldplads, Fredrikstad Toeschouwers: 10.500 Scheidsrechter: Hjalmar Lundberg (SWE) |

|                                                                          |           |                                                 |        |                                                                              |
| 24 september Vriendschappelijk № 49 «onderlinge duels» 12:30 uur (UTC+1) | Noorwegen | 0 – 5                                           | Zweden | Gressbanen, Oslo Toeschouwers: 15.000 Scheidsrechter: Lauritz Andersen (DEN) |
| 24 september Vriendschappelijk № 49 «onderlinge duels» 12:30 uur (UTC+1) |           | (4') Otto Malm 4', 25' Albin Dahl 30', 40', 75' |        | Gressbanen, Oslo Toeschouwers: 15.000 Scheidsrechter: Lauritz Andersen (DEN) |

### 1923
|                                                                     |                                          |       |         |                                                                         |
| 17 juni Vriendschappelijk № 50 «onderlinge duels» 12:30 uur (UTC+1) | Noorwegen                                | 3 – 0 | Finland | Gressbanen, Oslo Toeschouwers: 12.000 Scheidsrechter: John Fowler (ENG) |
| 17 juni Vriendschappelijk № 50 «onderlinge duels» 12:30 uur (UTC+1) | Harald Strøm 29', 60' Bjarne Johnsen 75' |       |         | Gressbanen, Oslo Toeschouwers: 12.000 Scheidsrechter: John Fowler (ENG) |

|                                                                     |                                     |       |                                             |                                                                         |
| 21 juni Vriendschappelijk № 51 «onderlinge duels» 19:30 uur (UTC+1) | Noorwegen                           | 2 – 2 | Zwitserland                                 | Gressbanen, Oslo Toeschouwers: 10.000 Scheidsrechter: John Fowler (ENG) |
| 21 juni Vriendschappelijk № 51 «onderlinge duels» 19:30 uur (UTC+1) | Finn Berstad 62' Bjarne Johnsen 68' |       | 38' Robert Afflerbach 40' Arnold Charpilloz | Gressbanen, Oslo Toeschouwers: 10.000 Scheidsrechter: John Fowler (ENG) |

|                                                                          |                                                                |       |                                  |                                                                              |
| 16 september Vriendschappelijk № 52 «onderlinge duels» 12:30 uur (UTC+1) | Noorwegen                                                      | 2 – 3 | Zweden                           | Gressbanen, Oslo Toeschouwers: 14.000 Scheidsrechter: Lauritz Andersen (DEN) |
| 16 september Vriendschappelijk № 52 «onderlinge duels» 12:30 uur (UTC+1) | Einar Wilhelms 28' Bertel Ulrichsen 65' (pen.) Sven Rydell 80' |       | 52' Per Kaufeldt 73' Rudolf Kock | Gressbanen, Oslo Toeschouwers: 14.000 Scheidsrechter: Lauritz Andersen (DEN) |

|                                                                          |                                            |       |                    |                                                                                          |
| 30 september Vriendschappelijk № 53 «onderlinge duels» 13:30 uur (UTC+1) | Denemarken                                 | 2 – 1 | Noorwegen          | Københavns Idrætspark, Kopenhagen Toeschouwers: 20.000 Scheidsrechter: Job Mutters (NED) |
| 30 september Vriendschappelijk № 53 «onderlinge duels» 13:30 uur (UTC+1) | Steen Blicher 47' (pen) iggo Jørgensen 53' |       | 22' Bjarne Johnsen | Københavns Idrætspark, Kopenhagen Toeschouwers: 20.000 Scheidsrechter: Job Mutters (NED) |

|                                                                      |           |                                    |           |                                                                                  |
| 28 oktober Vriendschappelijk № 54 «onderlinge duels» 14:30 uur (UTC) | Frankrijk | 0 – 2                              | Noorwegen | Parc des Princes, Parijs Toeschouwers: 12.000 Scheidsrechter: Percy Walton (ENG) |
| 28 oktober Vriendschappelijk № 54 «onderlinge duels» 14:30 uur (UTC) |           | 2' Einar Wilhelms 18' Finn Berstad |           | Parc des Princes, Parijs Toeschouwers: 12.000 Scheidsrechter: Percy Walton (ENG) |

|                                                      |                 |       |           |                                                                                         |
| 4 november Vriendschappelijk № 55 «onderlinge duels» | Duitsland       | 1 – 0 | Noorwegen | Stadion Hoheluft, Hamburg Toeschouwers: 20.000 Scheidsrechter: Theo van Zwieteren (NED) |
| 4 november Vriendschappelijk № 55 «onderlinge duels» | Otto Harder 22' |       |           | Stadion Hoheluft, Hamburg Toeschouwers: 20.000 Scheidsrechter: Theo van Zwieteren (NED) |

### 1924
|                                                                     |           |                                  |           |                                                                            |
| 15 juni Vriendschappelijk № 56 «onderlinge duels» 12:30 uur (UTC+1) | Noorwegen | 0 – 2                            | Duitsland | Gressbanen, Oslo Toeschouwers: 6.000 Scheidsrechter: Artur Björklund (SWE) |
| 15 juni Vriendschappelijk № 56 «onderlinge duels» 12:30 uur (UTC+1) |           | 18' Hans Sutor 36' Ludwig Wieder |           | Gressbanen, Oslo Toeschouwers: 6.000 Scheidsrechter: Artur Björklund (SWE) |

|                                                                         |                                         |       |           |                                                                                      |
| 23 augustus Vriendschappelijk № 57 «onderlinge duels» 17:30 uur (UTC+2) | Finland                                 | 2 – 0 | Noorwegen | Töölön Pallokenttä, Helsinki Toeschouwers: 3.000 Scheidsrechter: Ruben Gelbord (SWE) |
| 23 augustus Vriendschappelijk № 57 «onderlinge duels» 17:30 uur (UTC+2) | William Kanerva 34' Kalle Fallström 42' |       |           | Töölön Pallokenttä, Helsinki Toeschouwers: 3.000 Scheidsrechter: Ruben Gelbord (SWE) |

|                                                                                     |                         |       |                                     |                                                                          |
| 14 september Noords Kampioenschap 1924/28 № 58 «onderlinge duels» 13:00 uur (UTC+1) | Noorwegen               | 1 – 3 | Denemarken                          | Gressbanen, Oslo Toeschouwers: 15.000 Scheidsrechter: Erik Ohlsson (SWE) |
| 14 september Noords Kampioenschap 1924/28 № 58 «onderlinge duels» 13:00 uur (UTC+1) | Finn Berstad 11' (pen.) |       | 21' Alf Olsen 26', 31' Poul Nielsen | Gressbanen, Oslo Toeschouwers: 15.000 Scheidsrechter: Erik Ohlsson (SWE) |

|                                                                                     |                                                                |       |                  |                                                                                     |
| 21 september Noords Kampioenschap 1924/28 № 59 «onderlinge duels» 14:00 uur (UTC+1) | Zweden                                                         | 6 – 1 | Noorwegen        | Råsunda Idrottsplats, Solna Toeschouwers: 8.000 Scheidsrechter: John Langenus (BEL) |
| 21 september Noords Kampioenschap 1924/28 № 59 «onderlinge duels» 14:00 uur (UTC+1) | Tore Keller 2' Per Kaufeldt 44' (54) Sven Rydell 78', 86', 89' |       | 32' Finn Berstad | Råsunda Idrottsplats, Solna Toeschouwers: 8.000 Scheidsrechter: John Langenus (BEL) |

### 1925
|                                                                    |                     |       |         |                                                                            |
| 7 juni Vriendschappelijk № 60 «onderlinge duels» 12:30 uur (UTC+1) | Noorwegen           | 1 – 0 | Finland | Gressbanen, Oslo Toeschouwers: 12.000 Scheidsrechter: Axel Bergqvist (SWE) |
| 7 juni Vriendschappelijk № 60 «onderlinge duels» 12:30 uur (UTC+1) | Alexander Olsen 86' |       |         | Gressbanen, Oslo Toeschouwers: 12.000 Scheidsrechter: Axel Bergqvist (SWE) |

|                                                                                |                                                                           |       |                   |                                                                                          |
| 21 juni Noords Kampioenschap 1924/28 № 61 «onderlinge duels» 13:30 uur (UTC+1) | Denemarken                                                                | 5 – 1 | Noorwegen         | Københavns Idrætspark, Kopenhagen Toeschouwers: 23.000 Scheidsrechter: Noel Watson (ENG) |
| 21 juni Noords Kampioenschap 1924/28 № 61 «onderlinge duels» 13:30 uur (UTC+1) | Ernst Nilsson 7', 71' Poul Nielsen 49' Michael Rohde 73' Einar Larsen 81' |       | 60' Herbert Lunde | Københavns Idrætspark, Kopenhagen Toeschouwers: 23.000 Scheidsrechter: Noel Watson (ENG) |

|                                                                                    |                                        |       |                                                                        |                                                                              |
| 23 augustus Noords Kampioenschap 1924/28 № 62 «onderlinge duels» 12:30 uur (UTC+1) | Noorwegen                              | 3 – 7 | Zweden                                                                 | Gressbanen, Oslo Toeschouwers: 15.000 Scheidsrechter: Lauritz Andersen (DEN) |
| 23 augustus Noords Kampioenschap 1924/28 № 62 «onderlinge duels» 12:30 uur (UTC+1) | Finn Berstad 3' (34) Herbert Lunde 68' |       | 22', 42', 44', 62' Sven Rydell 30', 89' Per Kaufeldt 71' Algot Haglund | Gressbanen, Oslo Toeschouwers: 15.000 Scheidsrechter: Lauritz Andersen (DEN) |

### 1926
|                                                                    |                          |       |                                                                   |                                                                                       |
| 6 juni Vriendschappelijk № 63 «onderlinge duels» 18:00 uur (UTC+2) | Noorwegen                | 2 – 5 | Finland                                                           | Töölön Pallokenttä, Helsinki Toeschouwers: 4.000 Scheidsrechter: Knut Lundstedt (SWE) |
| 6 juni Vriendschappelijk № 63 «onderlinge duels» 18:00 uur (UTC+2) | William Kanerva 70', 85' |       | 13', 75', 89' Einar Gundersen 56' Egil Jacobsen 60' Arne Andersen | Töölön Pallokenttä, Helsinki Toeschouwers: 4.000 Scheidsrechter: Knut Lundstedt (SWE) |

|                                                                               |                                       |       |                                       |                                                                                          |
| 9 juni Noords Kampioenschap 1924/28 № 64 «onderlinge duels» 19:15 uur (UTC+1) | Zweden                                | 3 – 2 | Noorwegen                             | Olympisch Stadion, Stockholm Toeschouwers: 13.500 Scheidsrechter: František Cejnar (TCH) |
| 9 juni Noords Kampioenschap 1924/28 № 64 «onderlinge duels» 19:15 uur (UTC+1) | Per Kaufeldt 31' Sven Rydell 60', 69' |       | 19' Arne Andersen 26' Einar Gundersen | Olympisch Stadion, Stockholm Toeschouwers: 13.500 Scheidsrechter: František Cejnar (TCH) |

|                                                                                     |                                      |       |                       |                                                                            |
| 19 september Noords Kampioenschap 1924/28 № 65 «onderlinge duels» 12:30 uur (UTC+1) | Noorwegen                            | 2 – 2 | Denemarken            | Gressbanen, Oslo Toeschouwers: 15.000 Scheidsrechter: Axel Bergqvist (SWE) |
| 19 september Noords Kampioenschap 1924/28 № 65 «onderlinge duels» 12:30 uur (UTC+1) | Einar Gundersen 24' Finn Berstad 35' |       | 9', 48' Michael Rohde | Gressbanen, Oslo Toeschouwers: 15.000 Scheidsrechter: Axel Bergqvist (SWE) |

|                                                                        |                                         |       |                                                  | |
| 10 oktober Vriendschappelijk № 66 «onderlinge duels» 13:00 uur (UTC+1) | Noorwegen                               | 3 – 4 | Polen                                            | Fredrikstad Idræts- og Fotbaldplads, Fredrikstad Toeschouwers: 5.000 Scheidsrechter: Lauritz Andersen (DEN) |
| 10 oktober Vriendschappelijk № 66 «onderlinge duels» 13:00 uur (UTC+1) | Birger Steen 42', 76' Arne Andersen 54' |       | 58', 86' Mieczysław Balcer 62', 63' Józef Kałuża | Fredrikstad Idræts- og Fotbaldplads, Fredrikstad Toeschouwers: 5.000 Scheidsrechter: Lauritz Andersen (DEN) |

### 1927
|                                                                                  |           |                 |            |                                                                                 |
| 29 mei NFF 25-jarige jubileumwedstrijd № 67 «onderlinge duels» 13:00 uur (UTC+1) | Noorwegen | 0 – 1           | Denemarken | Ullevaalstadion, Oslo Toeschouwers: 15.000 Scheidsrechter: Axel Bergqvist (SWE) |
| 29 mei NFF 25-jarige jubileumwedstrijd № 67 «onderlinge duels» 13:00 uur (UTC+1) |           | 87' Kaj Uldaler |            | Ullevaalstadion, Oslo Toeschouwers: 15.000 Scheidsrechter: Axel Bergqvist (SWE) |

|                                                                     |                                                   |       |                   |                                                                                  |
| 15 juni Vriendschappelijk № 68 «onderlinge duels» 19:30 uur (UTC+1) | Noorwegen                                         | 3 – 1 | Finland           | Ullevaalstadion, Oslo Toeschouwers: 16.000 Scheidsrechter: Artur Björklund (SWE) |
| 15 juni Vriendschappelijk № 68 «onderlinge duels» 19:30 uur (UTC+1) | Arne Møller 24' Harald Strøm 47' Finn Berstad 63' |       | 54' Gunnar Åström | Ullevaalstadion, Oslo Toeschouwers: 16.000 Scheidsrechter: Artur Björklund (SWE) |

|                                                                                |                                          |       |                                                  |                                                                        |
| 26 juni Noords Kampioenschap 1924/28 № 69 «onderlinge duels» 13:00 uur (UTC+1) | Noorwegen                                | 3 – 5 | Zweden                                           | Gressbanen, Oslo Toeschouwers: 10.000 Scheidsrechter: Otto Remke (DEN) |
| 26 juni Noords Kampioenschap 1924/28 № 69 «onderlinge duels» 13:00 uur (UTC+1) | Finn Berstad 5' (80) Einar Gundersen 89' |       | 18', 23', 65' Sven Rydell 38', 68' Albert Olsson | Gressbanen, Oslo Toeschouwers: 10.000 Scheidsrechter: Otto Remke (DEN) |

|                                                                        |                                                                                     |       |                                    |                                                                                      |
| 23 oktober Vriendschappelijk № 70 «onderlinge duels» 15:00 uur (UTC+1) | Duitsland                                                                           | 6 – 2 | Noorwegen                          | Altonaerstadion, Hamburg Toeschouwers: 30.000 Scheidsrechter: Lauritz Andersen (DEN) |
| 23 oktober Vriendschappelijk № 70 «onderlinge duels» 15:00 uur (UTC+1) | Georg Hochgesang 55' Josef Pöttinger 67', 69', 88' Hans Kalb 73' Ludwig Hofmann 82' |       | 3' Gunnar Dahl 24' Einar Gundersen | Altonaerstadion, Hamburg Toeschouwers: 30.000 Scheidsrechter: Lauritz Andersen (DEN) |

|                                                                                   |                                                        |       |                     |                                                                                            |
| 30 oktober Noords Kampioenschap 1924/28 № 71 «onderlinge duels» 13:30 uur (UTC+1) | Denemarken                                             | 3 – 1 | Noorwegen           | Københavns Idrætspark, Kopenhagen Toeschouwers: 20.000 Scheidsrechter: Alfred Birlem (GER) |
| 30 oktober Noords Kampioenschap 1924/28 № 71 «onderlinge duels» 13:30 uur (UTC+1) | Pauli Jørgensen 48' Michael Rohde 58' Henry Hansen 69' |       | 19' Einar Gundersen | Københavns Idrætspark, Kopenhagen Toeschouwers: 20.000 Scheidsrechter: Alfred Birlem (GER) |

### 1928
|                                                                    |         |                                                                          |           |                                                                                         |
| 3 juni Vriendschappelijk № 72 «onderlinge duels» 14:30 uur (UTC+2) | Finland | 0 – 6                                                                    | Noorwegen | Töölön Pallokenttä, Helsinki Toeschouwers: 6.000 Scheidsrechter: Ragnar Bäckström (SWE) |
| 3 juni Vriendschappelijk № 72 «onderlinge duels» 14:30 uur (UTC+2) |         | 3', 16', 32', 52' Einar Andersen 61' Sigurd Andersen 62' Johnny Helgesen |           | Töölön Pallokenttä, Helsinki Toeschouwers: 6.000 Scheidsrechter: Ragnar Bäckström (SWE) |

|                                                                               |                                                                            |       |                     |                                                                                    |
| 7 juni Noords Kampioenschap 1924/28 № 73 «onderlinge duels» 19:15 uur (UTC+1) | Zweden                                                                     | 6 – 1 | Noorwegen           | Olympisch Stadion, Stockholm Toeschouwers: 19.000 Scheidsrechter: Otto Remke (DEN) |
| 7 juni Noords Kampioenschap 1924/28 № 73 «onderlinge duels» 19:15 uur (UTC+1) | Tore Keller 15' Harry Lundahl 22', 57' Knut Kroon 28', 76' Tore Keller 70' |       | 54' Johnny Helgesen | Olympisch Stadion, Stockholm Toeschouwers: 19.000 Scheidsrechter: Otto Remke (DEN) |

|                                                                                |                                             |       |                                                        |                                                                                 |
| 17 juni Noords Kampioenschap 1924/28 № 74 «onderlinge duels» 13:00 uur (UTC+1) | Noorwegen                                   | 2 – 3 | Denemarken                                             | Ullevaalstadion, Oslo Toeschouwers: 15.000 Scheidsrechter: Vidar Stenborg (SWE) |
| 17 juni Noords Kampioenschap 1924/28 № 74 «onderlinge duels» 13:00 uur (UTC+1) | Finn Berstad 64' (pen.) Sigurd Andersen 81' |       | 66' Henry Hansen 70' Michael Rohde 72' Pauli Jørgensen | Ullevaalstadion, Oslo Toeschouwers: 15.000 Scheidsrechter: Vidar Stenborg (SWE) |

|                                                                          |           |                                      |           |                                                                                   |
| 23 september Vriendschappelijk № 75 «onderlinge duels» 13:00 uur (UTC+1) | Noorwegen | 0 – 2                                | Duitsland | Ullevaalstadion, Oslo Toeschouwers: 16.400 Scheidsrechter: Lauritz Andersen (DEN) |
| 23 september Vriendschappelijk № 75 «onderlinge duels» 13:00 uur (UTC+1) |           | 17' Joseph Schmitt 62' Ernst Kuzorra |           | Ullevaalstadion, Oslo Toeschouwers: 16.400 Scheidsrechter: Lauritz Andersen (DEN) |

### 1929
|                                                                     |                                              |       |                                                |                                                                                   |
| 12 juni Vriendschappelijk № 76 «onderlinge duels» 19:30 uur (UTC+1) | Noorwegen                                    | 4 – 4 | Nederland                                      | Ullevaalstadion, Oslo Toeschouwers: 14.000 Scheidsrechter: Lauritz Andersen (DEN) |
| 12 juni Vriendschappelijk № 76 «onderlinge duels» 19:30 uur (UTC+1) | Jørgen Juve 39', 44', 53' Einar Andersen 81' |       | 10', 89' Cor Kools 16' Wim Tap 27' Gep Landaal | Ullevaalstadion, Oslo Toeschouwers: 14.000 Scheidsrechter: Lauritz Andersen (DEN) |

|                                                                                |                                              |       |         |                                                                              |
| 18 juni Noords Kampioenschap 1929/32 № 77 «onderlinge duels» 19:30 uur (UTC+1) | Noorwegen                                    | 4 – 0 | Finland | Ullevaalstadion, Oslo Toeschouwers: 12.000 Scheidsrechter: Carl Olsson (SWE) |
| 18 juni Noords Kampioenschap 1929/32 № 77 «onderlinge duels» 19:30 uur (UTC+1) | Jørgen Juve 8', 15', 73' Erling Andersen 30' |       |         | Ullevaalstadion, Oslo Toeschouwers: 12.000 Scheidsrechter: Carl Olsson (SWE) |

|                                                                                |                                                    |       |                                                                          |                                                                       |
| 23 juni Noords Kampioenschap 1929/32 № 78 «onderlinge duels» 13:30 uur (UTC+1) | Denemarken                                         | 2 – 5 | Noorwegen                                                                | Københavns Idrætspark, Kopenhagen Scheidsrechter: Alfred Birlem (GER) |
| 23 juni Noords Kampioenschap 1929/32 № 78 «onderlinge duels» 13:30 uur (UTC+1) | Pauli Jørgensen 32' Knud Christophersen 82' (pen.) |       | 41', 60' Jørgen Juve 69' Sverre Berg-Johannesen 72', 77' Erling Andersen | Københavns Idrætspark, Kopenhagen Scheidsrechter: Alfred Birlem (GER) |

|                                                                                     |                                    |       |                |                                                                                   |
| 29 september Noords Kampioenschap 1929/32 № 79 «onderlinge duels» 13:00 uur (UTC+1) | Noorwegen                          | 2 – 1 | Zweden         | Ullevaalstadion, Oslo Toeschouwers: 24.200 Scheidsrechter: Lauritz Andersen (DEN) |
| 29 september Noords Kampioenschap 1929/32 № 79 «onderlinge duels» 13:00 uur (UTC+1) | Jørgen Juve 21' Olav Gundersen 66' |       | 33' Knut Kroon | Ullevaalstadion, Oslo Toeschouwers: 24.200 Scheidsrechter: Lauritz Andersen (DEN) |

|                                                                           |                       |       |                                                     |                                                                                          |
| 3 november Vriendschappelijk № 80 «onderlinge duels» 14:00 uur (UTC+0:20) | Nederland             | 1 – 4 | Noorwegen                                           | Olympisch Stadion, Amsterdam Toeschouwers: 19.000 Scheidsrechter: Henri Christophe (BEL) |
| 3 november Vriendschappelijk № 80 «onderlinge duels» 14:00 uur (UTC+0:20) | Jan van den Broek 19' |       | 9', 22' Jørgen Juve 39', 70' Sverre Berg-Johannesen | Olympisch Stadion, Amsterdam Toeschouwers: 19.000 Scheidsrechter: Henri Christophe (BEL) |

NFF · A-internationals · Selecties · Bondscoaches · Noors vrouwenelftal · Olympisch elftal · Noorwegen U21 · Noorwegen U20 · Noorwegen U19 · Noorwegen U18 · Noorwegen U17 · Noorwegen U16 · Vrouwen U17
1908 – 1919 ·
1920 – 1929 ·
1930 – 1939 ·
1940 – 1949 ·
1950 – 1959 ·
1960 – 1969 ·
1970 – 1979 ·
1980 – 1989 ·
1990 – 1999 ·
2000 – 2009 ·
2010 – 2019 ·
2020 − 2029
EK 2000
WK 1938 ·
WK 1994 ·
WK 1998
OS 1912 · 
OS 1920 · 
OS 1936 · 
OS 1952 · 
OS 1984
1908 ·
1909 ·
1910 ·
1911 ·
1912 · 
1913 · 
1914 · 
1915 · 
1916 · 
1917 · 
1918 · 
1919 · 
1920 · 
1921 · 
1922 · 
1923 · 
1924 · 
1925 · 
1926 · 
1927 · 
1928 · 
1929 · 
1930 · 
1931 · 
1932 · 
1933 · 
1934 · 
1935 · 
1936 · 
1937 · 
1938 · 
1939 · 
1940 – 1944 · 
1945 · 
1946 · 
1947 · 
1948 · 
1949 · 
1950 · 
1952 · 
1952 · 
1953 · 
1954 · 
1955 · 
1956 · 
1957 · 
1958 · 
1959 · 
1960 · 
1961 · 
1962 · 
1963 · 
1964 · 
1965 · 
1966 · 
1967 · 
1968 · 
1969 · 
1970 · 
1971 · 
1972 · 
1973 · 
1974 · 
1975 · 
1976 · 
1977 · 
1978 · 
1979 · 
1980 · 
1981 · 
1982 · 
1983 · 
1984 · 
1985 · 
1986 · 
1987 · 
1988 · 
1989 · 
1990 ·
1991 · 
1992 · 
1993 · 
1994 · 
1995 · 
1996 · 
1997 · 
1998 · 
1999 · 
2000 · 
2001 · 
2002 · 
2003 · 
2004 · 
2005 · 
2006 · 
2007 · 
2008 · 
2009 · 
2010 · 
2011 · 
2012 · 
2013 · 
2014 · 
2015 · 
2016 · 
2017 · 
2018 ·
2019 ·
2020 ·
2021 ·
2022 ·
2023 ·
2024
Albanië ·
Argentinië ·
Armenië ·
Australië ·
Azerbeidzjan ·
Bahrein ·
België ·
Bermuda ·
Bosnië en Herzegovina ·
Brazilië ·
Bulgarije ·
China ·
Colombia ·
Costa Rica ·
Cyprus ·
Denemarken ·
DDR ·
Duitsland ·
Egypte ·
Engeland ·
Estland ·
Faeröer ·
Finland ·
Frankrijk ·
Georgië ·
Ghana ·
Gibraltar ·
Grenada ·
Griekenland ·
Guatemala ·
Honduras ·
Hongarije ·
Hongkong ·
Ierland ·
IJsland ·
Israël ·
Italië ·
Jamaica ·
Japan ·
Joegoslavië ·
Jordanië ·
Kameroen ·
Kazachstan ·
Koeweit ·
Kosovo ·
Kroatië ·
Letland ·
Litouwen ·
Luxemburg ·
Malta ·
Marokko ·
Mexico ·
Moldavië ·
Montenegro ·
Nederland ·
Nieuw-Zeeland ·
Nigeria ·
Noord-Ierland ·
Noord-Korea ·
Noord-Macedonië ·
Oekraïne ·
Oman ·
Oostenrijk ·
Panama ·
Paraguay ·
Polen ·
Portugal ·
Qatar ·
Roemenië ·
Rusland ·
Saarland ·
San Marino ·
Saoedi-Arabië ·
Schotland ·
Senegal ·
Servië ·
Servië en Montenegro ·
Singapore ·
Slovenië ·
Slowakije ·
Sovjet-Unie ·
Spanje ·
Thailand ·
Trinidad en Tobago ·
Tsjechië ·
Tsjecho-Slowakije ·
Tunesië ·
Turkije ·
Uruguay ·
Verenigde Arabische Emiraten ·
Verenigde Staten ·
Verenigd Koninkrijk ·
Wales ·
Wit-Rusland ·
Zuid-Afrika ·
Zuid-Korea ·
Zweden ·
Zwitserland
België · Bulgarije · Denemarken · Duitsland · Engeland · Estland · Finland · Frankrijk · Griekenland · Hongarije · Ierland · Italië · Joegoslavië · Letland · Litouwen · Luxemburg · Nederland · Noord-Ierland · Noorwegen · Oostenrijk · Polen · Portugal · Roemenië · Schotland · Sovjet-Unie · Spanje · Tsjecho-Slowakije · Turkije · Wales · Zweden · Zwitserland